# تشارلز كولمان (عسكري)
تشارلز كولمان (بالإنجليزية: Charles Coleman)‏ هو عسكري أمريكي، ولد في 1926 في واشنطن العاصمة في الولايات المتحدة، وتوفي في 13 يوليو 2005.